# برود فيلدز
برود فيلدز (بالإنجليزية: Broad Fields, Kentucky)‏ هي مدينة تقع في مقاطعة جيفيرسون بولاية كنتاكي في وسط جنوب شرق الولايات المتحدة. تبلغ مساحة هذه المدينة 0.2 (كم²)، وترتفع عن سطح البحر 165 م، بلغ عدد سكانها 250 نسمة في عام 2000 حسب إحصاء مكتب تعداد الولايات المتحدة وتصل الكثافة السكانية فيها 1597.5 نسمة/كم2
حسب مكتب تعداد الولايات المتحدة في سنة 2000 فقد كان هناك في برود فيلدز 250 نسمة, 115 منزلاً و 77 أسرة يسكنون في المدينة.

## التركيبة السكانية
حدّد مكتب تعداد الولايات المتحدة بيانات التركيبة السكانية لبرود فيلدز في تعداد الولايات المتحدة. في ما يلي، التركيبة السكانية حسب تعدادي 2000 و2010.

### تعداد عام 2000
بلغ عدد سكان برود فيلدز 250 نسمة بحسب تعداد عام 2000، وبلغ عدد الأسر 115 أسرة وعدد العائلات 77 عائلة مقيمة في المدينة. في حين سجلت الكثافة السكانية 1,250 نسمة لكل كيلومتر مربع (3,237.5/ميل2). وبلغ عدد الوحدات السكنية 116 وحدة بمتوسط كثافة قدره 580 لكل كيلومتر مربع (1,502.2/ميل2).
وتوزع التركيب العرقي للمدينة بنسبة 99.20% من البيض و0.40% من الأمريكيين ذوي الأصول الآسيوية و0.40% من عرقين مختلطين أو أكثر.
بلغ عدد الأسر 115 أسرة كانت نسبة 20.9% منها لديها أطفال تحت سن الثامنة عشر تعيش معهم، وبلغت نسبة الأزواج القاطنين مع بعضهم البعض 56.5% من أصل المجموع الكلي للأسر، ونسبة 7% من الأسر كان لديها معيلات من الإناث دون وجود شريك، بينما كانت نسبة 3.5% من الأسر لديها معيلون من الذكور دون وجود شريكة وكانت نسبة 33% من غير العائلات. تألفت نسبة 33% من أصل جميع الأسر من عدة أفراد يعيشون في نفس المنزل ونسبة 23.5% كانت تتألف من شخص يعيش بمفرده يبلغ من العمر 65 عاماً أو أكثر. وبلغ متوسط حجم الأسرة المعيشية 2.17، أما متوسط حجم العائلات فبلغ 2.69.
بلغ العمر الوسطي للسكان 55.5 عاماً. وكانت نسبة 16.4% من القاطنين تحت سن الثامنة عشر، وكانت نسبة 4.8% بين الثامنة عشر والرابعة والعشرين عاماً، ونسبة 20% كانت واقعةً في الفئة العمرية ما بين الخامسة والعشرين والرابعة والأربعين عاماً، ونسبة 16.4% كانت ما بين الخامسة والأربعين والرابعة والستين، ونسبة 42.4% كانت ضمن فئة الخامسة والستين عاماً فما فوق. يوجد لكل 100 أنثى 79.9 ذكر، ويوجد لكل 100 أنثى في الثامنة عشر من عمرها فما فوق 75.6 ذكر.
بلغ متوسط دخل الأسرة في المدينة 54,375 دولارًا، أما متوسط دخل العائلة فبلغ 61,250 دولارًا. وكان متوسط دخل الذكور 53,750 دولارًا مقابل 36,875 دولارًا للإناث. وسجل دخل الفرد الخاص بالمدينة 27,530 دولارًا. وكانت نسبة 0% من العائلات ونسبة 0.8% من السكان تحت خط الفقر، وكان من هؤلاء نسبة 0% تحت سن الثامنة عشر ونسبة 1.6% في الخامسة والستين من العمر وما فوق.

## وصلات خارجية
- The US50 - Cities and Towns in Kentucky State